# Březová (Karlovy Vary-i járás)
Březová település Csehországban, a Karlovy Vary-i járásban. Březová Karlovy Vary, Kolová és Stanovice településekkel határos. Lakosainak száma 694 fő (2024. január 1.).

## Népesség
A település lakosságának változását az alábbi diagram mutatja:
| Lakosok száma | 1287 | 1639 | 1519 | 715  | 549  | 549  | 538  | 529  | 532  | 694  |
|               | 1869 | 1900 | 1921 | 1961 | 1980 | 2011 | 2016 | 2019 | 2021 | 2024 |